# Il collezionista di occhi 2
Il collezionista di occhi 2 (See No Evil 2) è un film del 2014 diretto da Jen Soska e Sylvia Soska con protagonisti Danielle Harris, Katharine Isabelle e Glenn "Kane" Jacobs. Il film è il sequel de Il collezionista di occhi (2006) sempre interpretato da Jacobs.

## Trama
Manca poco al compleanno di Amy, e per questo i suoi colleghi di lavoro Seth e Holden decidono di regalarle una torta. Dopo aver sentito al telegiornale di un massacro avvenuto in un hotel (quello che è successo nel film Il collezionista di occhi), la ragazza decide di rimanere in ospedale ad assistere Seth con i cadaveri da sezionare, rinunciando così all'uscita con gli amici.
I corpi vengono portati in obitorio, e Amy e Seth analizzano quello di Jacob Goodnight, il serial killer responsabile della morte dei protagonisti del precedente film. Amy scopre, con molta felicità, che i suoi amici, Tamara, Carter, Kayla e suo fratello Will, le hanno organizzato una festa a sorpresa in ospedale. Will, dopo aver conosciuto Seth, gli rivela in privato che la sorella è innamorata di lui, ma che merita di meglio che passare l'intera vita in un obitorio. Seth se ne va indignato, e Amy capisce quello che è successo, litigando col fratello.
Tamara e Carter, in giro per l'ospedale, giungono all'obitorio, dove la ragazza scherza sul cadavere di Jacob Goodnight, raccontando al fidanzato i maltrattamenti che ha dovuto subire dalla madre. I due successivamente hanno un rapporto sessuale, e finiscono soltanto quando notano che il corpo del serial killer è scomparso. Dopo un minuto di alienamento, vengono attaccati da Jacob. Carter viene ucciso, mentre Tamara riesce a scappare. Così la festa di compleanno di Amy si trasforma in un incubo. I protagonisti, venuti a conoscenza della presunta “resurrezione” di Jacob, cercheranno di scappare dalle sue grinfie, ma un errore dopo l'altro comporterà la morte di Tamara, Holden, Kayla, Will e della stessa Amy. Dopo la morte di quest'ultima, Seth, l'ultimo rimasto, colpirà a morte Jacob, credendo addirittura di averlo ucciso. La sua è solo un'illusione: Jacob si rialza più forte di prima, uccidendo il povero Seth.

## Distribuzione
Negli Stati Uniti il film è stato distribuito direttamente sulle piattaforme in streaming il 17 ottobre 2014, seguito poi dalla pubblicazione in home-video il 21 ottobre 2014. 
In Italia è rimasto inedito per sei anni, salvo poi essere aggiunto al catalogo di Netflix a partire dal 1º ottobre 2020.